# Sympathy for Delicious
Sympathy for Delicious és una pel·lícula dramàtica del 2010 del director Mark Ruffalo.

## Argument
En Dean, anomenat 'Delicious', és un DJ prometedor. A causa d'un accident de moto, però, esdevé paraplègic. Havent-ho perdut tot, viu al seu cotxe al barri de Skid Row. Després d'una cerimònia religiosa, en Dean s'adona que té el poder de guarir pel magnetisme. Tanmateix, només pot guarir els altres, aquest poder no té cap efecte en ell. En Dean es converteix, doncs, en l'heroi local, sobretot en la missió del pare Joe Roselli. Conra l'avís del religiós, en Dean decideix utilitzar aquest do per aconseguir la glòria i els diners...